# Bisericani, Harghita

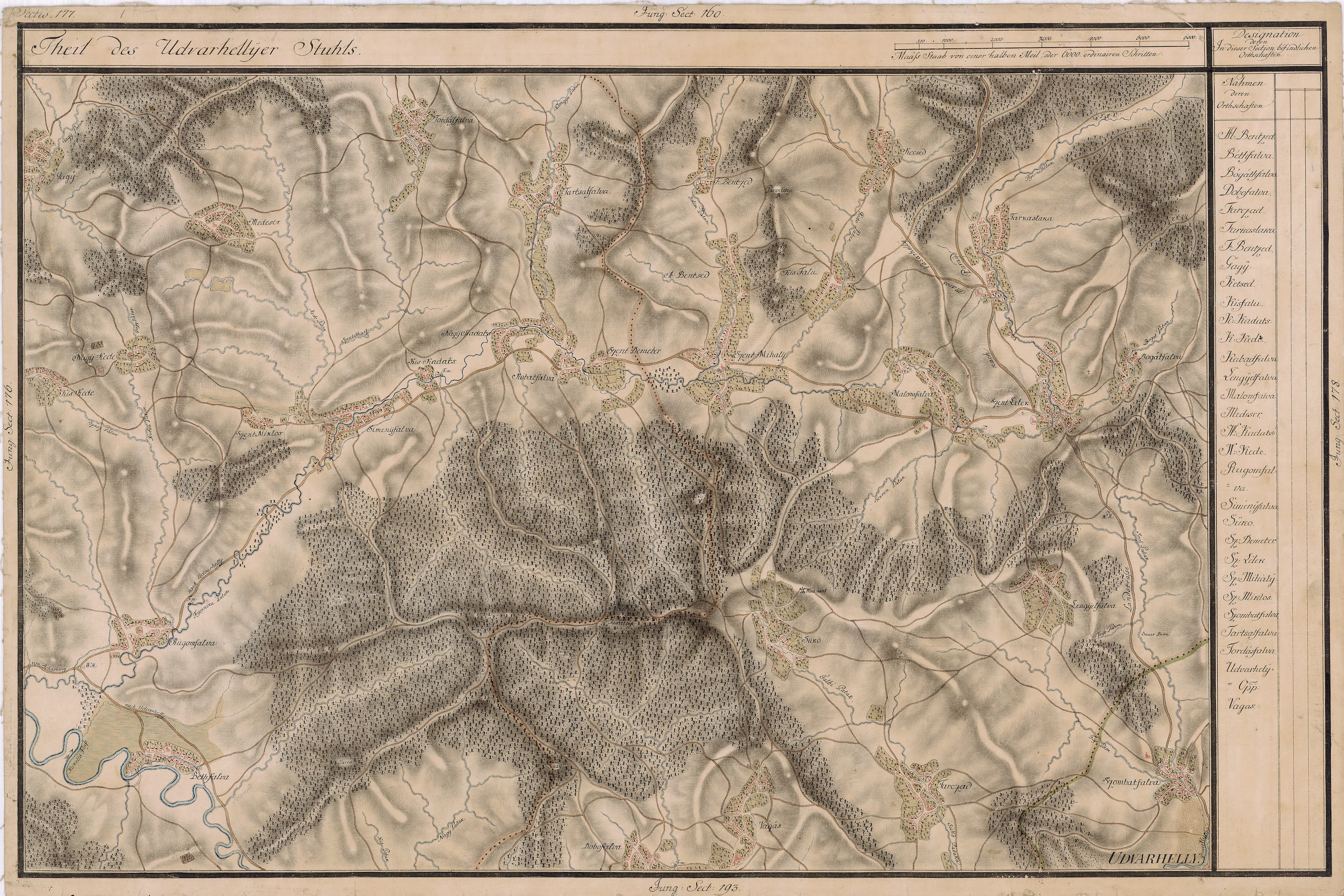
Bisericani în Harta Iosefină a Transilvaniei, 1769-1773

Bisericani (în maghiară Székelyszentlélek, Szentlélek, în traducere „Sfântul Spirit” sau „Sfântul Spirit Secuiesc”) este un sat în comuna Lupeni din județul Harghita, Transilvania, România.

## Monumente
- Biserica romano-catolică, monument din secolul al XIII-lea
- Statuia Inima lui Iisus

## Legături externe
- Bisericani - unul dintre cele mai vechi sate secuiești - revista-satul.ro, autor: Ana A. Negru, accesat pe 25 octombrie 2015

 Acest articol despre o localitate din județul Harghita este deocamdată un ciot. Puteți ajuta Wikipedia prin completarea lui.